# Abertzale
Abertzale é uma palavra basca que significa patriota, usada para designar o campo politíco que defende a independência basca. Significa literalmente "amante da pátria" ou "partidário da pátria".

## Etimologia
Provém da fusão do termo aberri (pátria — um neologismo criado por Sabino Arana) com o sufixo -(t)zale (o que ama, o que é amigo de, aficcionado por algo, ou o que se dedica a algo).
O Dicionário da Real Academia Espanhola define o termo abertzale como "nacionalista radical vasco" e serve tanto como adjetivo aplicado a pessoas como substantivo.
- Abertzale